# Nikolai Iwanowitsch Matjuchin
Nikolai Iwanowitsch Matjuchin (russisch Николай Иванович Матюхин, engl. Transkription Nikolay Matyukhin; * 13. Dezember 1968 in Schukowski) ist ein russischer Geher.
International trat er fast ausschließlich auf der 50-Kilometer-Distanz in Erscheinung. Er nahm an insgesamt vier Weltmeisterschaften teil: 1995 in Göteborg wurde er Zehnter, und 1997 in Athen belegte er den 15. Platz. Den größten Erfolg seiner Karriere erzielte er mit dem Gewinn der Silbermedaille bei den Weltmeisterschaften 1999 in Sevilla hinter Ivano Brugnetti und vor Curt Clausen. Dabei profitierte Matjuchin, der das Ziel als Dritter erreicht hatte, von der nachträglichen Disqualifikation des ursprünglichen Siegers German Skurygin wegen Dopings. 2001 in Edmonton wurde er disqualifiziert.
Zweimal startete er bei Olympischen Spielen: 1996 in Atlanta kam er auf den 25. Platz, 2000 in Sydney wurde er Fünfter. Weitere erwähnenswerte Resultate über 50 km erzielte Matjuchin beim Weltcup der Geher mit dem zweiten Platz 1997, dem dritten Platz 1999 und dem vierten Platz 2002.
Nikolai Matjuchin ist 1,78 m groß und wiegt 68 kg. Er ist mit der ehemaligen Sprinterin Tatjana Tschebykina verheiratet.

## Bestleistungen
- 20 km: 1:19:43 h, 14. Februar 1993, Adler
- 50 km: 3:40:13 h, 2. Mai 1999, Mézidon-Canon